# Nationale Orde van de Condor van de Andes

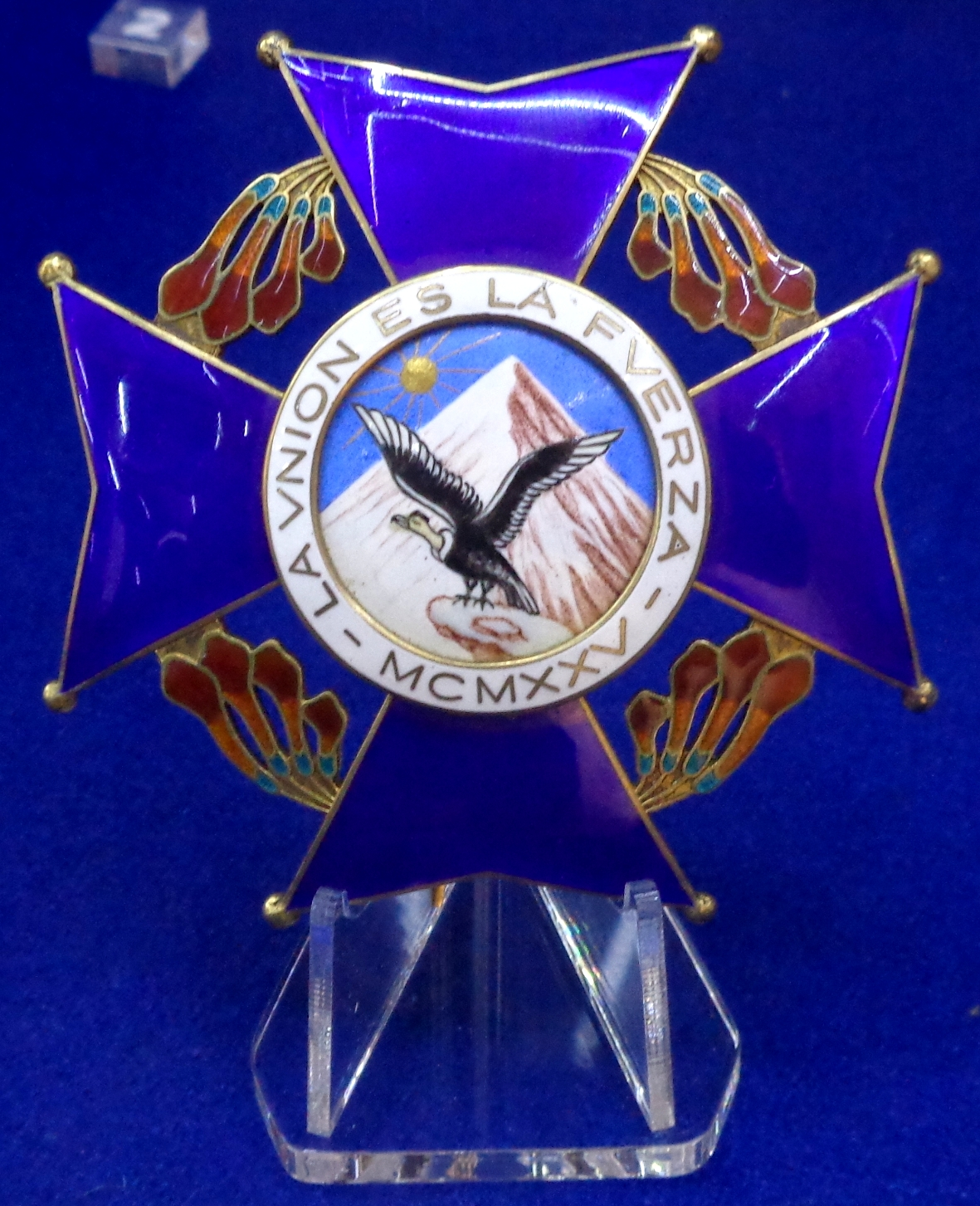
Grootkruis

De Nationale Orde van de Condor van de Andes (Spaans: "Condecoración Nacional de la Orden del Cóndor de Los Andes") is de hoogste van de zes ridderorden van de republiek Bolivia. Deze op 18 april 1925 ingestelde onderscheiding wordt aan Bolivianen en vreemdelingen verleend voor burgerlijke en militaire verdienste.
Het kleinood is een door een gouden condor verhoogd blauw geëmailleerd kruis met ballen op de acht punten en een krans van Kantuta (cantua buxifolia) bloemen in de armen van het kruis.
Op het medaillon is een condor met uitgespreide vleugels zittend voor de berg Potoxi afgebeeld met daarboven een stralende zon. Op de witte ring daaromheen staat "LA UNION ES LA FUERZA MCMXXV" (Spaans voor: "De eenheid is de kracht") en op het rode medaillon van de keerzijde staat in gouden letters het verstrengelde monogram "RB".
De orde kent een keten en vijf graden. De keten wordt geregeld aan bevriende staatshoofden toegekend, zo ook op 29 september 1963 aan maarschalk Tito.
Het lint van de orde is groen.
| Batons van de Nationale Orde van de Condor van de Andes | Batons van de Nationale Orde van de Condor van de Andes | Batons van de Nationale Orde van de Condor van de Andes | Batons van de Nationale Orde van de Condor van de Andes | Batons van de Nationale Orde van de Condor van de Andes | Batons van de Nationale Orde van de Condor van de Andes |
| ------------------------------------------------------- | ------------------------------------------------------- | ------------------------------------------------------- | ------------------------------------------------------- | ------------------------------------------------------- | ------------------------------------------------------- |
| Keten                                                   | Grootkruis                                              | Grootofficier                                           | Commandeur                                              | Officier                                                | Ridder                                                  |

## Decoranti
- Ernst Wilhelm Bohle
- Josip Broz Tito
- Haile Selassie
- Charles de Gaulle
- Sunao Sonoda (minister buitenlandse zaken Japan)
- Jimmy Doolittle